# Neosaropogon semirufum
Neosaropogon semirufum là một loài ruồi trong họ Asilidae. Neosaropogon semirufum được Bigot miêu tả năm 1879.